# Glass (rijeka na Manu)
Glass je rijeka na otoku Manu. Rijeka izvire u području Injebrecka oko 10 km sjeverno od Douglasa, glavnog grada otoka. Protječući dolje kroz dolinu West Baldwin, rijeka se spaja s rijekom Dhoo, a na periferiji Douglasa ormira rijeku  Douglas koja 2 km dalje istječe u more. Rijeka ima duljinu od oko 8.5 km.
Ime Glass potječe od riječi za zeleno na manskom jeziku.
Zapadni rub župe Onchan formira staza Glass.